# Schwartz (Juristenfamilie)
Die Juristenfamilie Schwartz in Rudolstadt wirkte durch ihre Mitglieder vornehmlich als Juristen im Dienste der Fürsten von Schwarzburg-Rudolstadt auf der Heidecksburg, nach der Wiedervereinigung mit Schwarzburg-Sondershausen dann für das Gesamtfürstentum Schwarzburg bis zu dessen Ende 1918. Als der Fürst von Schwarzburg als letzter deutscher Fürst überhaupt abgedankt hatte, wirkte die Familie als Juristen darüber hinaus weiter. Die Vertreter der Familie versahen Ämter als Hofrat, Geheimrat, Kammerpräsident und Justizrat, aber auch als Theologen u. a. durch das Amt des Hofpredigers und Generalsuperintendenten sowie auch als Mediziner, Landtagsabgeordneter und Richter.

## Stammlinie der Familie Schwartz
A1. Georg Schwartz, (geb. 1620; gest. 16. Januar 1693) Bürger in Rudolstadt
B1. Johann Nicol (I.) Schwartz, (geb. 1662 in Rudolstadt; gest. 20. April 1694 ebenda), Magister, Philolugus, Philosophus, Theologus, Poeta, Schul-Rector, Sohn des Georg Schwartz
C1. Johann Nikol (II.) Schwartz, (geb. 15. Juni 1691 in Königsee; gest. 4. November 1758 in Rudolstadt), Jurist und fürstlicher Hofrat im Fürstentum Schwarzburg-Rudolstadt, Sohn des Johann Nicol Schwartz (I.)
D1. Johann Friedrich Schwartz (geb. 4. November 1727 in Rudolstadt; 6. Januar 1806 ebenda), Jurist, Geheimer Rat und Kammerpräsident (Excellenz) des Fürstentums Schwarzburg-Rudolstadt, war der Sohn des Johann Nikol Schwartz (jun.), heiratete Christiana Dorothea Wendrich (1734–1809), Tochter des Theologen und Superintendenten in Saalfeld Georg Wendrich und Enkelin des lutherischen Theologen Samuel Urlspergers
E1. Hugo August Friedrich Schwartz, (geb. 15. Dezember 1757 in Rudolstadt, gest. 10. September 1819), Theologe, 1808 bis 1809 Pfarrer in Königsee, später Superintendent in Königsee, Sohn des Juristen und Kammerpräsidenten Johann Friedrich Schwartz
F1. Eduard Schwartz, (geb. 1. Februar 1814; gest. 28. September 1875), Mediziner, Sanitätsrat und Physikus in Königsee, Mitglied des Landtags von Schwarzburg-Rudolstadt, Sohn des Theologen August Schwartz
G1. Hugo (I.) Schwartz, (eigentlicher Name: Emil August, geb. 2. September 1850 in Lichte bei Wallendorf; gest. 1945) Sohn des Mediziners Eduard Schwartz wurde selbst Jurist und Geheimer Regierungsrat in Rudolstadt, Träger des Greifenordens. Seine Tochter Charlotte heiratete den Juristen und späteren Landrat von Sondershausen August Reinbrecht. Hugo Schwartz verwaltete für das Fürstenhaus Schwarzburg die Albert-Augustenstiftung als Mitglied des Vorstandes und das Vermögen der Prinzessin Adolf von Schwarzburg als Mitglied des Kuratoriums. Als Dank für seine Dienste in der Vermögensverwaltung wurde ihm vom Großherzog Friedrich Franz von Mecklenburg-Schwerin das Mecklenburgische Komturkreuz des Greifenordens mit Halsband verliehen. Geheimrat Hugo Schwartz ist der Verfasser des Buches Das Staats- und Verwaltungsrecht des Fürstentums Schwarzburg Rudolstadt in systematischer Übersicht, Band 9 Fürstentum Schwarzburg Rudolstadt, Verlagsbuchhandlung Dr. Max Jänecke, Hannover 1909. Er war auch Mitarbeiter bei der Anfertigung des von Max Fleischmann in Königsberg und Karl Freiherr von Stengel herausgegebenen Wörterbuchs des deutschen Staats- und Verwaltungsrechts.
H1. Theodor Schwartz (geb. 27. März 1887 in Leutenberg) Theodor kam im Amtsgerichtsgebäude in Leutenberg, dessen Vorstand sein Vater zu dieser Zeit war, auf die Welt. Er studierte Rechtswissenschaft und promovierte zum Doktor der Rechte und war danach als Kaufmann in der Porzellanfabrik seines Schwiegervaters Theo Hinrichs in Langewiesen tätig. Er war Sohn des Geheimen Regierungsrates Hugo Schwartz
I1. Eduard Schwartz (geb. 21. März 1890 in Leutenberg) geboren im Amtsgerichtsgebäude in Leutenberg, dessen Vorstand sein Vater zu dieser Zeit war. Jurist und Staatsanwaltschaftsrat am Landgericht in Rudolstadt, Sohn des Geheimen Regierungsrates Hugo Schwartz,
J1. Hugo (II.) Schwartz (geb. 13. August 1888 in Leutenberg) Er wurde im Amtsgerichtsgebäude in Leutenberg, dessen Vorstand sein Vater zu dieser Zeit war, geboren. Hugo war Jurist, Regierungsrat und stellvertretender Landrat des Landkreises Altenburg, später in gleicher Eigenschaft in der Kreisverwaltung Meiningen. Er war der Sohn des Geheimen Regierungsrates Hugo Schwartz
K1. Ekkehard Schwartz (geb. 5. April 1926 in Altenburg, Thüringen; gest. 7. September 2005), deutscher Forstwissenschaftler und Forsthistoriker. Sohn des Juristen und Landrates Hugo Schwartz sowie Enkel des Juristen und  Regierungsrates Hugo Schwartz
E2. Leopold Ludwig Schwartz (geb. 17. Mai 1758 in Rudolstadt; gest. 1788), Jurist und Archivar im Range eines Geheimen Sekretärs mit Sitz und Stimme in der Geheimen Ratsstube sowie ab 1787 Steuersekretär bei der fürstlichen Kammer in Rudolstadt. Er starb im jungen Alter von dreißig Jahren. Sein Vater war der Geheime Rat und Kammerpräsident Johann Friedrich Schwartz.
E3. Theodor Schwartz (geb. 7. Oktober 1773 in Rudolstadt; gest. 10. Oktober 1845 ebenda), Jurist und schwarzburg-rudolstädtischer Geheimer Hofrat. Er starb im Alter von 72 Jahren in Rudolstadt.
E4. Christian Wilhelm Schwartz, war Jurist und fürstlich schwarzburg-rudolstädtischer Kammerpräsident. Er wurde Nachfolger des Kammerpräsidenten und Hofmarschalls von Wurmb 1828. 1819 wurde ihm von König Friedrich-Wilhelm von Preussen der Rote Adlerorden III. Klasse verliehen.
F1. Hermann Schwartz (geb. 10. Juli 1801 in Rudolstadt; gest. 26. September 1839 ebenda), Jurist und schwarzburg-rudolstädtischer Kammerrat, studierte Rechtswissenschaft in Jena, Leipzig, Göttingen und Heidelberg. Sein Vater war Christian Wilhelm Schwartz.
G1. Adolf Schwartz (geb. 31. August 1832 in Rudolstadt; gest. 21. Dezember 1864), Jurist und Assessor. Er starb im Alter von 32 Jahren.
F2. Theodor Schwartz (geb. 29. August 1810 in Rudolstadt; gest. 5. Juni 1876 ebenda), war Jurist und fürstlich schwarzburg-rudolstädtischer Staatsrat sowie Vorstand der Ministerialabteilung für Kirchen- und Schulsachen sowie Vorstand der Finanzabteilung. Er war Mitglied des Staatenhauses des Erfurter Unionsparlaments, Inhaber des königlich preußischen Kronenordens II. Klasse sowie des Schwarzburgischen Ehrenkreuzes I. Klasse. Sein Vater war Christian Wilhelm Schwartz.
C2. Johann Peter Schwartz (geb. 6. Juli 1721; 8. August 1781 in Rudolstadt), Theologe, 1765 wurde er von Fürst Ludwig-Friedrich von Schwarzburg Rudolstadt zum Generalsuperintendent des Fürstentums und 1767 zum Konsistorialrat ernannt. Er heiratete die Tochter des Hofpredigers und fürstlich schwarzburg-rudolstädtischen Generalsuperintendenten Nicolaus North.
C3. Gottfried Christian Schwartz (geb. 26. April 1725 in Rudolstadt; gest. 25. August 1753 in Frankenhausen), Jurist und Geheimer Registrator in der Geheimen Ratsstube, Archivar.
C4. Christoph Ludwig Schwartz (geb. 20. Januar 1756 in Rudolstadt; gest. 7. September 1817 ebenda), Jurist und fürstlich schwarzburg-rudolstädtischer Hof- und Justizrat.

## Persönlichkeiten
- Johann Friedrich Schwartz (1727–1806), Jurist, Geheimer Rat und Kammerpräsident (Excellenz) des Fürstentums Schwarzburg-Rudolstadt
- Hugo August Friedrich Schwartz (1757–1819), Theologe, Pfarrer, später Superintendent in Königsee
- Eduard Schwartz (1814–1875), Mediziner, Sanitätsrat und Physikus in Königsee, Mitglied des Landtags von Schwarzburg-Rudolstadt
- „Hugo“ (I.) Emil August Schwartz, (1850–1945), Jurist, Geheimer Regierungsrat in Rudolstadt, Träger des Greifenordens
- Theodor Schwartz (1810–1876), Jurist, fürstlich schwarzburg-rudolstädtischer Staatsrat, Vorstand der Ministerialabteilung für Kirchen- und Schulsachen sowie Vorstand der Finanzabteilung. Mitglied des Staatenhauses des Erfurter Unionsparlaments
- Johann Peter Schwartz (1721–1781), Theologe, seit 1765 Generalsuperintendent des Fürstentums Schwarzburg-Rudolstadt, 1767 Konsistorialrat
- Ekkehard Schwartz (1926–2005), deutscher Forstwissenschaftler und Forsthistoriker

## Sonstiges
In der Schlosskirche von Rudolstadt, unterhalb der Heidecksburg, befindet sich ein Bild des Johann Peter Schwartz, des Theologen und Generalsuperintendenten des Fürstentums Schwarzburg Rudolstadts. Auf dem Friedhof von Königssee bei Rudolstadt befindet sich ein denkmalgeschütztes Grabmal der Familie Schwartz, aufgeführt mit Bild in der Liste der Kulturdenkmale in Königsee.